# Die fabelhaften Monsterakten der furchtlosen Minerva McFearless
Die fabelhaften Monsterakten der furchtlosen Minerva McFearless (orig. The Monstrous Memoirs of a Mighty McFearless) ist ein 2006 erschienenes Kinderbuch des US-amerikanischen Musikers Ahmet Zappa, Sohn von Frank Zappa. Die deutsche Ausgabe erschien im Ravensburger Buchverlag.
Zappas erstes Buch enthält Zeichnungen des Autors und Fotos von Clay Sparks. Zum Buchschreiben kam er erst, als er aus Spaß Aquarelle von Monstern malte und sie an seine Freunde verschickte.

## Handlung
Die 11-jährige Minerva (die Ich-Erzählerin) und ihr jüngerer Bruder Max leben mit ihrem Vater Manfred McFearless in ihrem Haus in der Rockinghorse Lane.
Wenn ihr Vater nicht zu Hause ist, verbringen sie ihre Zeit in der Familienbibliothek und lesen oder spielen im Haus. Eines Abends öffnet Max eine Geheimtür. Die Geschwister finden dahinter einen geheimen Raum, der als Labor eingerichtet ist, mit Büchern, Schränken, Waffen und Proben von unbekannten Tieren.
Minerva fasst ein geheimnisvolles Buch an, das sie auf der Stelle beißt. Der Vater kommt hinzu und verarztet Minerva. Sie will wissen, was es mit dem Labor und dem Buch auf sich habe. Ihr Vater klärt sie auf, dass er beruflich Monsterjäger sei und dass es sich bei dem Buch um Miss Monstroklopädia handele. Dies sei ein lebendiges und sprechendes Buch, das alle Informationen über Monster enthält und darüber, wie man sie bekämpfen kann. Um darin lesen zu können, muss man von ihr gebissen werden, allerdings sei ihr Biss giftig.
Manfred erzählt, dass alle Mitglieder der Familie McFearless Monster jagen, um die Menschheit vor dem Bösen zu beschützen. Minerva und Max wird es verboten je wieder in das Labor hineinzugehen oder in Miss Monstroklopädia zu lesen. Wenn Miss Monstroklopädia jemals wieder zu den Monstern zurückkehrt, können furchtbare Dinge passieren. Doch Minerva und Max schleichen sich immer wieder in das Labor und lernen heimlich alles über Monster, um eines Tages die Familientradition fortzuführen.
Eines Nachts wird ihr Haus von schrecklichen Monstern überfallen. Zwar gelingt es Manfred seine Kinder und Miss Monstroklopädia in Sicherheit zu bringen, aber er selber wird entführt. Am nächsten Morgen treffen Minerva und Max auf dem geheimnisvollen Kojoten Mr. Devilstone, der einen Spazierstock benutzt, einen Zylinder und eine Augenklappe trägt. Er erklärt den Geschwistern, dass sich ihr Vater in der Gewalt vom Zarmaglorg, dem schrecklichsten aller Monster, befinde. Nach anfänglichem Misstrauen machen sich Minerva und Max, zusammen mit Miss Monstroklopädia und Mr Devilstone auf eine gefahrvolle Reise, um ihren Vater zu retten.
Zappa gibt an, mit dem Buch Kindern helfen wolle, die Angst vor Ungeheuern, unter der er als Kind selbst litt, zu überwinden.

## Rezeption
Die Journalistin Ulrike Plewnia lobt den skurrilen Humor des Buches. Es liege mit der Monsterthematik im Trend der Zeit, reiche jedoch nicht an Vorbilder, wie die Harry-Potter-Saga, heran. Wieland Freund von der Welt liest das Buch als „ironischen Schauerroman“ und vergleicht es mit den Werken Philip Ardaghs, bemängelt jedoch, dass das Buch „kaum mehr als einen Trümmerhaufen altbekannter Motive“ biete. Die Figuren blieben gesichtslos, Atmosphäre und Plot fehlten praktisch, und die im Buch aufgeführten „angestrengt ausgedachten Abwehrrezepte“ seien geschmacklos und nicht witzig.

## Fortsetzung
Zurzeit schreibt Ahmet Zappa an der Fortsetzung seines Buches, in dem Max McFearless der Ich-Erzähler ist.

## Verfilmung
Bevor das erste Exemplar des Buches in den USA veröffentlicht wurde, hatten sich Disney und Jerry Bruckheimer Films, die Produzenten von "Fluch der Karibik", für 1,5 Millionen US-Dollar die Filmrechte gesichert.